# Ixobrychus dubius
Il tarabusino australiano (Ixobrychus dubius Mathews, 1912) è un uccello della famiglia Ardeidae.

## Distribuzione e habitat
Questa specie è diffusa in Australia e Nuova Guinea.